# Engelsviken
Engelsviken är en tidigare tätort i Fredrikstads kommun i Østfold fylke i sydöstra Norge. Orten ligger vid änden av fylkesväg 1098, på östra sidan av Oslofjorden, nordväst om staden Fredrikstad.
Sedan 2003 räknas bebyggelsen i orten som en del av tätorten Lervik.
Tidigare har orten tillhört dåvarande Onsøy kommun.